# Ciclopentanolo
Il ciclopentanolo è un alcol secondario a struttura ciclica di formula C5H9-OH. Appare come un liquido incolore, viscoso e dal caratteristico odore "piacevole all'olfatto"; poco solubile in acqua ma ben miscibile in etanolo, dietiletere ed acetone . Trattasi di un composto relativamente stabile che può tuttavia prendere fuoco se esposto ad alte temperature o a fiamme libere.

## Sintesi
Il ciclopentanolo può essere ottenuto per riduzione del ciclopentanone con LiAlH4 a temperatura ambiente oppure, sempre a partire dal ciclopentanone, per idrogenazione catalitica.

## Utilizzo
Il ciclopentanolo viene principalmente utilizzato come solvente farmaceutico e come reagente nella sintesi industriale di vernici, farmaci (come il quingestanolo acetato) ed altre classi di sostanze organiche. In virtù delle sue proprietà organolettiche trova inoltre impiego come solvente in profumeria.